# ويليام كينيدي (سياسي أمريكي)
ويليام كينيدي (بالإنجليزية: William Kennedy)‏ هو محامي وسياسي أمريكي، ولد في 19 ديسمبر 1854 في ناوغاتوك في الولايات المتحدة، وتوفي بنفس المكان في 19 يونيو 1918. حزبياً، نشط في الحزب الديمقراطي. وقد انتخب عضو مجلس ولاية كونيتيكت وانتخب عضو مجلس النواب الأمريكي.